# إيفون كريغ
إيفون جويس كريغ (بالإنجليزية: Yvonne Craig)‏ هي راقصة باليه ومُمثلة أمريكية، عُرفت بدورها في مسلسل باتمان من عام 1966 حتى عام 1968. وشاركت كريج في أفلام مثل «أرض بلا قانون»، وبجانب الفنان الشهير إلفيس بريسلي في فيلم «كيسين كازينس». وتدربت كريج بالأساس على رقص الباليه ثم تحولت إلى التمثيل في نهاية الخمسينات من القرن العشرين.
وفي سنة 1969 قدمت دوراً في المُسلسل التلفزيوني (ستار تريك). وخلال مسيرتها ظهرت كضيفة شرف في مسلسلات من بينها (ذا مان فروم يو.ان.سي.ال.أي) و (فانتاسي لاند) و (ذا مود سكواد) و (ذا ميني لايفز اوف دوبي جيليس).

## الوفاة
توفيت الممثلة الأميركية إيفون كريغ عن عمر ناهز 78 عاماً. وتوفيت في منزلها في حي باسيفيك في اليسادس في مدينة لوس أنجلوس في ولاية كاليفورنيا الأميركية. وكانت كريغ مصابة بسرطان الثدي.

## وصلات خارجية
- الموقع
- إيفون كريغ على موقع IMDb (الإنجليزية)
- إيفون كريغ على موقع ألو سيني (الفرنسية)
- إيفون كريغ على موقع تيرنر كلاسيك موفيز (الإنجليزية)
- إيفون كريغ على موقع أول موفي (الإنجليزية)
- إيفون كريغ على موقع قاعدة بيانات الأفلام السويدية (السويدية)
- إيفون كريغ على موقع إن إن دي بي (الإنجليزية)
- إيفون كريغ على موقع قاعدة بيانات الفيلم (الإنجليزية)
- إيفون كريغ على موقع كينوبويسك (الروسية)